# Michel Rousseau
Michel Rousseau (Francia, 8 de junio de 1949) es un nadador francés retirado especializado en pruebas de estilo libre, donde consiguió ser subcampeón mundial en 1973 en los 100 metros estilo libre.

## Carrera deportiva
En el Campeonato Mundial de Natación de 1973 celebrado en Belgrado (Yugoslavia), ganó la medalla de plata en los 100 metros estilo libre, con un tiempo de 52.08 segundos, tras el estadounidense Jim Montgomery  (oro con 51.70 segundos) y por delante del australiano Michael Wenden  (bronce con 52.52 segundos).